# Richard Wernick
Richard Wernick (* 16. Januar 1934 in Boston, Massachusetts; † 25. April 2025 in Haverford, Pennsylvania) war ein US-amerikanischer Komponist, Musikpädagoge und Hochschullehrer.

## Leben
Wernick studierte an der Brandeis University, ab 1957 am Mills College und schließlich in Tanglewood. Seine wichtigsten Lehrer waren Aaron Copland, Ernst Toch, Boris Blacher, Irving Fine, Harold Shapero und Leon Kirchner. Außerdem nahm er Dirigier- und Klavierunterricht bei Leonard Bernstein und Seymour Lipkin. Er unterrichtete zunächst an der University at Buffalo und der University of Chicago, von 1968 bis zu seiner Emeritierung 1996 an der University of Pennsylvania.
Zu den bekanntesten Werken zählen sein Violinkonzert (1984) und sein Klavierkonzert (1990). Außerdem komponierte Wernick neben weiteren Orchesterwerken auch Vokal- und Kammermusik und in den 1950er Jahren zahlreiche Film- und Schauspielmusiken. Für Visions of Terror and Wonder (für Mezzosopran und Orchester) wurde er 1977 mit dem Pulitzer-Preis ausgezeichnet. Außerdem erhielt er dreimal einen Preis des National Endowment for the Arts und drei Kennedy Center Friedheim Awards, und 2006 zeichnete ihn die Classical Recording Foundation als Komponisten des Jahres aus.

## Werke
- Trio No. 1 für Violine, Klarinette und Cello, 1962
- Hexagrams für Kammerorchester, 1962
- String Quartet No. 1, 1963
- Lyrics from 1 X 1 für Sopran, Vibraphon/Marimba und Kontrabass, 1965
- Aevia für Orchester, 1966
- Haiku of Basho für Sopran, Flöte, Klarinette, Violine, Kontrabass, zwei Perkussionisten, Klavier und Tonband, 1967
- Moonsongs from the Japanese für Sopran und zwei aufgezeichnete Sopranstimmen oder drei Soprane, 1968
- Cadenzas and Variations II für Violine solo, 1970
- A Prayer for Jerusalem für Mezzosopran und Perkussion, 1971
- Kaddish-Requiem A secular service for the victims of Indo-China für Mezzosopran, Instrumentalensemble und Tonband, 1971
- Cadenzas and Variations III für Cello solo, 1972
- String Quartet No. 2, 1972–73
- Songs of Remembrance, vier Lieder für Schalmei, Englisch Horn, Oboe und Mezzosopran, 1973
- Visions of Terror and Wonder für Mezzosopran und Orchester, 1976
- Contemplations of the Tenth Muse für Sopran und Klavier, 1977–79
- Introïts and Canons für neun Spieler, 1977, 1981
- Partita für Violine solo, 1978
- A Poison Tree für Flöte, Klarinette, Violine, Cello, Klavier und Sopran, 1979
- Concerto für Cello und zehn Spieler, 1980
- Fanfare for a Festive Occasion für Bläserchüre und Perkussion, 1981
- In Praise of Zephyrus für Oboe und Streichtrio, 1981
- Cello Sonata No. 1: Portraits of Antiquity für Cello und Klavier, 1982
- Piano Sonata No. 1: Reflections of a Dark Light, 1982
- The Oracle of Shimon bar Yochai für Cello, Klavier und Sopran, 1983
- Concerto für Violine und Orchester, 1984
- I Too für Stimme und Klavier, 1984
- Oracle II für Sopran, Oboe und Klavier, 1985
- V'shamru für Kantor und Soloinstrument, 1985, 1995
- Concerto for Viola: Do Not Go Gentle, 1986
- Musica Ptolemica für Bläserquintett, 1987
- The Eleventh Commandment: "No, thou shalt not Xerox® music" für gemischten Chor und Klavier oder Orgel, 1987
- String Quartet No. 3, 1988
- Tintinnabula Academiae Musicae (Bells of the Academy of Music) für Carillon, 1988
- Symphony No. 1, 1988
- Ball of Sun für Stimme und Klavier, 1989
- String Quartet No. 4, 1990
- Concerto für Klavier und Orchester, 1990
- Fragments of Prophecy für gemischten Chor a cappella, 1990
- Two for Jan für Sopran, Mezzosopran, Oboe oder Englisch Horn, Bassklarinette und Cello, 1991
- Concerto No. 2 für Cello und Orchester, 1992
- Symphony No. 2 für Solosopran und Orchester, 1993
- …and a Time for Peace ("…ve-eyt shalom") für Mezzosopran und Orchester, 1995
- String Quartet No. 5 für Sopran und Streichquartett, 1995
- Cassation: Music Tom Jefferson Knew für Horn, Oboe und Klavier, 1995
- Da'ase für Gitarre, 1996
- Violin Sonata für Violine und Klavier, 1997
- Duettino für Oboe und Violine, 1998
- String Quartet No. 6, 1998
- Concerto für Klavier und Orchester, 1998–2000
- Telino's Acrobats für Bassklarinette solo, 1999
- Musica da Camerata, 1999
- The Name of the Game für Gitarre und elf Spieler, 2001
- Piano Sonata No. 2, 2000
- Trochaic Trot für Gitarre, 2000
- Duo für Cello und Klavier, 2002
- Quintet für Horn und Streichquartett, 2003
- Suite No. 1 für Cello solo, 2003
- Sextet für Streichquartett, Kontrabass und Klavier, 2004
- Quintet für Bläser, 2006
- String Quartet No. 7, 2007
- Suite No. 2 für Cello solo, 2008
- String Quartet No. 8, 2010
- And on the Seventh Day (Sacred Service) für Kantor und Perkussion, o. D.